# Златина Билярска
Златина Билярска е българска детска писателка, поетеса и журналистка.

## Биография
Родена е в Брегово, Видинска област на 20 юли 1935 г.
Завършва гимназия във Видин и „Руска филология“ в Софийския университет. Преподава руски език, после работи в Детската редакция на Българската национална телевизия. Сътрудничи на списанията „Славейче“, "Дружинка“, вестник „Септември“ и Българското национално радио.
„Заповядай“ (стихове) е издадена в тираж от 60 113 екземпляра. „Мои щъркели, летете“ (стихотворения за деца) е отпечатана в 4000 екземпляра. „АРИК, или миналата година край нос Калиакра“ (роман за деца) е отпечатана в 40 117 екземпляра.

### Романи и повести
- Билярска, Златина. Из дневника на едно коте.   1983.
- Билярска, Златина. Най-хубавото.   Отечество, 1983.
- Билярска, Златина. Арик, или миналата година край нос Калиакра.   София, Отечество, 1989. с. 125.
- Билярска, Златина. Арик.   София, Пан, 1998. с. 255.

### Стихосбирки
- Билярска, Златина. Заповядай.   София, Български художник, 1971. с. 12.
- Билярска, Златина. Мои щъркели, летете.   София, Народна младеж, 1972. с. 68.

### Пиеси
- „Приказка за едно коте, една звездичка и още нещо“[6]
- „Най-хубавото“[7]